# Eparchia di Thamarasserry
L'eparchia di Thamarasserry (in latino Eparchia Thamarasserrensis) è una sede della Chiesa cattolica siro-malabarese in India suffraganea dell'arcieparchia di Tellicherry. Nel 2022 contava 155.024 battezzati su 7.337.122 abitanti. È retta dall'eparca Remigius Maria Paul Inchananiyil.

## Territorio
L'eparchia estende la sua giurisdizione sui fedeli della Chiesa cattolica siro-malabarese nei distretti civili di Kozhikode e Malappuram (in parte) nello stato indiano del Kerala.
Sede eparchiale è la città di Thamarasserry, dove si trova la cattedrale di Mary Matha.
Il territorio è suddiviso in 128 parrocchie.

## Storia
L'eparchia è stata eretta il 28 aprile 1986 con la bolla Constat non modo di papa Giovanni Paolo II, ricavandone il territorio dall'eparchia di Tellicherry (oggi arcieparchia).
Originariamente suffraganea dell'arcieparchia di Ernakulam (oggi arcieparchia di Ernakulam-Angamaly), il 18 maggio 1995 è entrata a far parte della provincia ecclesiastica di Tellicherry.

## Cronotassi dei vescovi
Si omettono i periodi di sede vacante non superiori ai 2 anni o non storicamente accertati.
- Sebastian Mankuzhikary † (28 aprile 1986 - 11 giugno 1994 deceduto)
- Jacob Thoomkuzhy (18 maggio 1995 - 11 novembre 1996 nominato arcieparca di Trichur)
- Paul Chittilapilly † (11 novembre 1996 - 15 gennaio 2010 ritirato)
- Remigius Maria Paul Inchananiyil, dal 15 gennaio 2010

## Statistiche
L'eparchia nel 2022 su una popolazione di 7.337.1221 persone contava 155.024 battezzati, corrispondenti al 2,1% del totale.
| anno | popolazione | popolazione | popolazione | presbiteri | presbiteri | presbiteri | presbiteri                | diaconi | religiosi | religiosi | parrocchie |
| anno | battezzati  | totale      | %           | numero     | secolari   | regolari   | battezzati per presbitero | diaconi | uomini    | donne     | parrocchie |
| ---- | ----------- | ----------- | ----------- | ---------- | ---------- | ---------- | ------------------------- | ------- | --------- | --------- | ---------- |
| 1990 | 104.965     | 4.736.000   | 2,2         | 125        | 74         | 51         | 839                       |         | 153       | 550       | 96         |
| 1999 | 118.547     | 5.234.862   | 2,3         | 188        | 103        | 85         | 630                       |         | 86        | 920       | 86         |
| 2000 | 119.015     | 5.244.265   | 2,3         | 195        | 109        | 86         | 610                       |         | 157       | 960       | 87         |
| 2001 | 121.982     | 5.440.200   | 2,2         | 162        | 114        | 48         | 752                       |         | 148       | 943       | 89         |
| 2002 | 122.512     | 5.520.230   | 2,2         | 204        | 120        | 84         | 600                       |         | 154       | 1.003     | 88         |
| 2003 | 133.874     | 5.998.734   | 2,2         | 194        | 125        | 69         | 690                       |         | 148       | 841       | 126        |
| 2004 | 124.664     | 5.749.275   | 2,2         | 205        | 122        | 83         | 608                       |         | 98        | 1.109     | 127        |
| 2009 | 131.325     | 6.325.000   | 2,1         | 259        | 149        | 110        | 507                       |         | 270       | 1.337     | 128        |
| 2010 | 132.901     | 6.413.000   | 2,1         | 262        | 144        | 118        | 507                       |         | 272       | 1.363     | 129        |
| 2014 | 146.271     | 7.039.438   | 2,1         | 237        | 147        | 90         | 617                       |         | 201       | 1.449     | 126        |
| 2017 | 150.713     | 7.137.346   | 2,1         | 264        | 161        | 103        | 570                       |         | 239       | 1.530     | 123        |
| 2020 | 148.920     | 7.239.891   | 2,1         | 283        | 163        | 120        | 526                       |         | 233       | 1.687     | 129        |
| 2022 | 155.024     | 7.337.122   | 2,1         | 297        | 162        | 135        | 521                       |         | 192       | 1.785     | 128        |